# Neftçi PFK
A Neftçi PFK azeri labdarúgóklub, amely az első osztályban szerepel. Székhelye a fővárosban, Bakuban található. Hazai mérkőzéseit a Tofik Bahramov Stadionban rendezi.
Az azeri labdarúgás leghíresebb csapata 27 bajnoki évet töltött a szovjet élvonalban, ahol 1966-ban a dobogó harmadik fokára állhatott. A nemzeti labdarúgó-bajnokságot hatszor nyerte meg, négyszer pedig a nemzeti kupát.
A Qarabağ és a Turan PFK mellett a harmadik olyan csapat, amely Azerbajdzsán függetlensége óta mindvégig az élvonalban szerepelt.

## Korábbi nevei
- 1937–1967: Nyeftyanyik, illetve Nyeftyanyik Baku (oroszul: Нефтяник)
- 1967–1992: Nyeftcsi, illetve Nyeftcsi Baku (oroszul: Нефтчи)

1992 óta jelenlegi nevén szerepel.

## Sikerei
- Szovjet élvonal
  - Bronzérmes (1 alkalommal): 1966

- Azeri élvonal (Premyer Liqası)
  - Bajnok (9 alkalommal): 1992, 1996, 1997, 2003, 2004, 2005, 2011, 2012, 2021
  - Ezüstérmes (2 alkalommal): 2001, 2007
  - Bronzérmes (5 alkalommal): 1995, 1999, 2000, 2006, 2008

- Azeri kupa
  - Győztes (6 alkalommal): 1995, 1996, 1999, 2004, 2013, 2014
  - Ezüstérmes (1 alkalommal): 2001

## Eredmények

### Európaikupa-szereplés

#### Összesítve
| Kupa                        | M  | GY | D | V  | LG–KG |
| --------------------------- | -- | -- | - | -- | ----- |
| Bajnokok Ligája             | 10 | 4  | 1 | 5  | 7–20  |
| UEFA-kupa                   | 10 | 3  | 1 | 6  | 9–19  |
| Kupagyőztesek Európa-kupája | 2  | 0  | 1 | 1  | 0–3   |
| Intertotó-kupa              | 6  | 3  | 1 | 2  | 7–7   |
| Összesítve                  | 28 | 10 | 4 | 14 | 23–49 |

#### Szezonális bontásban
| Idény     | Kupa                        | Forduló         | Klub               | 1. mérk. | 2. mérk. | Össz. |
| --------- | --------------------------- | --------------- | ------------------ | -------- | -------- | ----- |
| 1995–1996 | Kupagyőztesek Európa-kupája | Selejtezőkör    | APÓEL              | 0–3      | 0–0      | 0–3   |
| 1996–1997 | UEFA-kupa                   | Előselejtező    | Lokomotiv Szofija  | 2–1      | 0–6      | 2–7   |
| 1997–1998 | Bajnokok Ligája             | Előselejtező    | Widzew Łódź        | 0–2      | 0–8      | 0–10  |
| 1999–2000 | UEFA-kupa                   | Selejtezőkör    | Crvena zvezda      | 2–3      | 0–1      | 2–4   |
| 1999–2000 | UEFA-kupa                   | Selejtezőkör    | HIT Gorica         | 1–0      | 1–3      | 2–3   |
| 1999–2000 | UEFA-kupa                   | Selejtezőkör    | HIT Gorica         | 0–0      | 0–1      | 0–1   |
| 2004–2005 | Bajnokok Ligája             | 1. selejtezőkör | NK Široki Brijeg   | 1–2      | 1–0      | 2–2   |
| 2004–2005 | Bajnokok Ligája             | 2. selejtezőkör | CSZKA Moszkva      | 0–0      | 0–2      | 0–2   |
| 2005–2006 | Bajnokok Ligája             | 1. selejtezőkör | FH                 | 2–0      | 2–1      | 4–1   |
| 2005–2006 | Bajnokok Ligája             | 2. selejtezőkör | Anderlecht         | 0–5      | 1–0      | 1–5   |
| 2007–2008 | UEFA-kupa                   | 1. selejtezőkör | SV Ried            | 1–3      | 2–1      | 3–4   |
| 2008      | Intertotó-kupa              | 1. forduló      | FC Nitra           | 2–0      | 1–3      | 3–3   |
| 2008      | Intertotó-kupa              | 2. forduló      | Germinal Beerschot | 1–1      | 1–0      | 2–1   |
| 2008      | Intertotó-kupa              | 3. forduló      | FC Vaslui          | 2–1      | 0–2      | 2–3   |

Megjegyzés: Az eredmények minden esetben a Neftçi szemszögéből értendőek, a félkövéren jelölt mérkőzéseket pályaválasztóként játszotta.